# قصر الشمسية
قصر الأميرة نورة بنت عبد الرحمن الفيصل آل سعود المعروف بقصر الشمسية، هو قصر أثري سعودي يقع بالقرب من سور الرياض في الجهة الشمالية الشرقية، وكان سكناً لأخت الملك عبد العزيز، ويعود تاريخ بنائه إلى ثلاثينيات القرن العشرين الميلادي. وقد وجه ولي العهد الأمير محمد بن سلمان في سبتمبر 2019 بترميم القصر على نفقته الخاصة.

## التاريخ
يعود تاريخ بناء القصر إلى العام 1354هـ، حيث أمر الملك عبد العزيز آل سعود ببنائه للأمير سعود بن عبد العزيز بن سعود بن فيصل الكبير، وأخته الأميرة نورة بنت عبد الرحمن بن فيصل بن تركي آل سعود، ومن أشهر أبواب القصر باب يسمى «باب الضعوف» حيث كان مقصدا للمحتاجين الذين يقصدونه وقت الغداء والعشاء ليتناولوا الطعام الذي كان يقدم بقربه. وكذلك أبناء القبائل الذين كانوا يفدون على الملك عبد العزيز وينصبون خيامهم عند القصر ويلقون من ساكنيه كرم الضيافة.

## مقتطفات عن القصر
- كانت الأميرة نورة تستقبل في قصرها أبناء أخيها الملك عبدالعزيز الصغار الذين كانوا يقومون بمسيرة (زفة) في شوارع الرياض كنوع من الاحتفال بخاتم القرآن الكريم منهم بصحبة معلمهم وغيرهم من الصغار، وكانت الأميرة تمنح الخاتم هدية مالية، وبقية الصغار توزع عليهم الحلوى والشاي، وهي ترقب سعادتهم وفرحهم.[5]
- يتكون القصر من ثلاثة أدوار.
- تقدر مساحته بـ 650 متر مربع تقريبًا.
- ترك السكن في القصر في منتصف السبعينات الهجرية من القرن الرابع عشر الهجري.
- يعكس القصر ببنائه ونقوشه الباقية صورة من النمط العمراني في السعودية خلال خمسينيات القرن الهجري الماضي

```
[
6
]
```

- بُني من الطين المخلوط، والجص، والأخشاب
- يوجد فيه فناء داخلي مكشوف البناء، وفتحات هذا البناء تطل على الفناء.[7]

## انظر ايضاً
- الرياض
- قصر الحكم
- قصر المصمك

## وصلات خارجية
- قصر الشمسية .. شاهد على نخوة «إخوان نورة» وكرم ساكنيه.
- ولي العهد السعودي يوجه بترميم قصر «الشمسية».